# 유리쿠마 아라시
《유리쿠마 아라시》(일본어: ユリ熊嵐→백합 곰 폭풍)는 이쿠하라 쿠니히코가 감독하고 실버 링크가 제작한 애니메이션이다. 《돌아가는 펭귄드럼》과 함께 펭귄베어 프로젝트를 이룬다. 2015년 1월부터 3월까지 TOKYO MX, 마이니치 방송 등에서, 대한민국에서는 애니플러스에서 방영되었다.

## 줄거리
오래 전, 쿠마리어로 알려진 행성이 운석으로 산화 폭발하며, 지구에 떨어졌다. 이 유성우는 곰들이 인간을 잡아먹게 만들어, 인간과 곰 사이에 단절의 벽을 쌓게 했다. 몇 년 후, 두 곰, 유리시로 긴코와 유리가사키 루루는 인간으로 자신을 위장하고 단절의 벽을 넘어 인간 소녀인 츠바키 쿠레하에게 접근한다.

## 등장인물
이름에 ‘유리’가 들어가면, 그 정체는 곰이다.
유리시로 긴코(百合城 銀子)
성우: 아라카와 미호
아라시가오카 학원(嵐が丘学園)의 전학생. 츠바키 쿠레하를 좋아한다. 정체는 식인곰.
유리가사키 루루(百合ヶ咲 るる)
성우: 이쿠타 요시코
유리시로 긴코와 함께 전학온 학생. 정체는 식인곰. 곰 나라의 공주였다.
츠바키 쿠레하(椿輝 紅羽)
성우: 나마네 노조미
주인공. 아라시가오카 학원의 학생. 어머니를 곰에게 잃어서 곰을 싫어한다.
이즈미노 스미카(泉乃 純花)
성우: 오구라 유이
츠바키 쿠레하의 하나뿐인 친구. 곰에게 잡아먹혔다.
유리조노 미츠코(百合園 蜜子)
성우: 아오이 유키
쿠레하와 같은 반의 학급위원. 정체는 식인곰. 쿠레하를 잡아먹으려는 코노미를 총으로 쏘았고, 쿠레하와 친구가 되는 듯 했으나, 쿠레하에게 정체를 밝히고 잡아먹으려 덤비다가 오히려 쿠레하의 총에 맞아 사망.
유리카와 코노미(百合川 このみ)
성우: 코시미즈 아미
쿠레하와 같은 반. 정체는 식인곰. 쿠레하를 잡아먹으려 덤비다가 미츠코의 총에 맞아 사망.
하리시마 카오루(針島 薫)
성우: 히카사 요우코
쿠레하와 같은 반. 쿠레하를 집단 따돌림하는데 앞장선다.
하코나카 유리카(箱仲 ユリーカ)
성우: 이노우에 키쿠코
쿠레하의 학급 담임. 쿠레하의 모친 레이라와 친구였다.
츠바키 레이라(椿輝 澪愛)
성우: 엔도 아야
쿠레하의 모친. 쿠레하가 어릴 때 곰에게 죽었다.
라이프 섹시(ライフ·セクシー)
성우: 스와베 준이치로
단절의 법정의 재판관. 곰.
라이프 쿨(ライフ·クール)
성우: 사이가 미츠키
단절의 법정의 검사. 곰.
라이프 뷰티(ライフ·ビューティー)
성우: 야마모토 카즈토미
단절의 법정의 변호사. 곰.
미룬(みるん)
성우: 쿠기미야 리에
루루의 남동생. 곰 나라의 왕자였으나 불의의 사고로 죽었다.